# 마지막 여름 (드라마)
《마지막 여름》은 1984년 9월 21일에 방영된 KBS 1TV 청소년문학관 시리즈 중 열여섯 번째 작품이다.

## 줄거리
고등학생 미옥은 확실히 싫어하는 것과 좋아하는 것이 분명하다. 이혼하고 외국에 떠나버린 엄마가 내심 그리워하지만, 엄마몫까지 해주는 아빠와 그런대로 행복하게 살고 있다. 그러던 어느날 미옥은 귀국한 엄마를 만나게 되지만 엄마는 미옥을 알아보지 못한다. 그리고 아빠는 가족을 버리고 예술을 선택한 아내를 용서하지 못하고, 미옥에게 절대로 엄마를 만나지 말라고 한다. 하지만 미옥은 엄마에 대한 정을 감출 수 없다. 미옥은 그동안 엄마가 다른 사람과 세 번이나 약혼을 했지만 번번이 파혼했고, 아빠도 재혼할 의사가 없음을 알게 된다.

## 등장 인물

### 주요 인물
- 오혜경 : 미옥 역

### 그 외 인물
- 김진해 : 미옥의 아버지 역
- 황정아 : 미옥의 어머니 역
- 태민영 : 명수 역
- 최란 : 미선 역 - 미옥의 사촌언니
- 문수화
- 안영주 : 연경의 어머니 역
- 홍영자 : 미옥네 가정부 역
- 맹호림 : 수학교사 역
- 박경득 : 연경 역
- 이경영 : 경수 역
- 이성후